# Comarca Azuaga
Die Comarca Azuaga ist eine der zwölf Comarcas in der Provinz Badajoz.
Die im Südosten der Provinz gelegene Comarca umfasst elf Gemeinden auf einer Fläche von 1.668,27 km².

## Gemeinden
| Gemeinde               | Einwohner (2024) | Fläche km² | Dichte Einw./km² | Cod INE | Postleitzahl |
| ---------------------- | ---------------- | ---------- | ---------------- | ------- | ------------ |
| Ahillones              | 784              | 21,54      | 36               | 06003   | 06940        |
| Azuaga                 | 7.595            | 497,89     | 15               | 06014   | 06920        |
| Berlanga               | 2.214            | 127,79     | 17               | 06019   | 06930        |
| Campillo de Llerena    | 1.314            | 234,04     | 6                | 06029   | 06443        |
| Granja de Torrehermosa | 1.900            | 151,69     | 13               | 06059   | 06910        |
| Maguilla               | 929              | 97,87      | 9                | 06076   | 06939        |
| Malcocinado            | 346              | 26,24      | 13               | 06077   | 06928        |
| Peraleda del Zaucejo   | 479              | 163,65     | 3                | 06101   | 06919        |
| Retamal de Llerena     | 429              | 96,12      | 4                | 06112   | 06442        |
| Valencia de las Torres | 480              | 210,22     | 2                | 06139   | 06444        |
| Valverde de Llerena    | 566              | 41,22      | 14               | 06144   | 06927        |
| Comarca Azuaga         | 17.036           | 1.668,27   | 10               | –       | –            |

## Nachweise
1. ↑  Instituto Nacional de Estadística Municipal Register of Spain
2. ↑  FUENTE: Ministerio de Agricultura, Pesca y Alimentación